# Schwestern von der Heiligen Familie von Nazareth

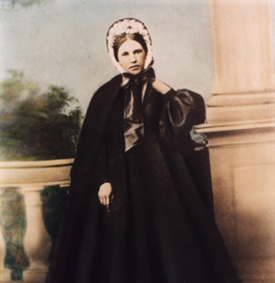
Selige Franciszka Siedliska

Die Schwestern von der Heiligen Familie von Nazareth (lat.: Congregatio Sororum Sacrae Familiae de Nazareth,  engl.: Sisters of the Holy Family of Nazareth,  Ordenskürzel: CSFN) sind eine Ordensgemeinschaft der  römisch-katholischen Kirche. Die Kongregation wurde 1875 von der Seligen Franciszka Siedliska (1842–1902) in Rom gegründet. Die Ordensgemeinschaft zählt 1214 Mitglieder mit ewiger und mit zeitlicher Profess (Stand: 2016). Dazu kommen die Novizinnen und die Postulantinnen.

## Geschichte
Die polnische Ordensschwester Franciszka Siedliska (Ordensname Maria von Jesus, dem guten Hirten) initiierte 1873 durch eine Anfrage bei Papst Pius IX. die Gründung einer Schwesternkongregation. Zwei Jahre später, 1875, gründete sie in Rom die „Schwestern von der Heiligen Familie von Nazareth“.
Die erste Niederlassung außerhalb von Europa entstand 1885 in den Vereinigten Staaten. Die Schwestern trafen am 4. Juli 1885 in Chicago ein. Dort betreuten sie eine Pfarrei, in der vor allem Einwanderer aus Italien lebten. Die Schwestern übernahmen Aufgaben in der Seelsorge für die Einwanderer und an Schulen und bauten einen Gesundheitsdienst auf.

## Organisation
Das Generalat hat seinen Sitz in Rom. Der Generalrat setzt sich wie folgt zusammen: die Generaloberin, die stellvertretende Generaloberin, die Generalsekretärin, die Finanzverwalterin und zwei weitere Mitglieder.
Die Schwestern sind weltweit an 153 Orten tätig. Ordensprovinzen bestehen in Polen (Krakau und Warschau), in Weißrussland, für Westeuropa (England, Frankreich und Italien), in Australien, auf den Philippinen und in den USA. Außerdem gibt es Missionen in Israel, in Kasachstan und in Ghana.

## Märtyrinnen
Am 5. März 2000 wurden von Papst Johannes Paul II. elf Schwestern des Ordens, die am 1. August 1943 von der Geheimen Staatspolizei erschossen wurden, seliggesprochen.